# 天帄山
天帄山（英語：Mount Tempyo），是南極洲的山峰，位於毛德皇后地的哈拉爾王子海岸，處於斯卡夫斯內斯半島南端，海拔高度260米，根據日本探險隊的測量和拍攝的空中照片繪入地圖，現時由南極條約體系管理。

## 外部連結
- 本条目引用的公有领域材料来自美国地质调查局的文档 《天帄山》 （資料來自地名信息系统）。

69°31′S 39°43′E / 69.517°S 39.717°E